# インダストリオール・グローバルユニオン
インダストリオール・グローバルユニオン（略称：インダストリオール、英語：IndustriALL Global Union、略称：IndustriALL）は、スイスのジュネーブに本部を構える労働組合の国際組織である。

## 概要
国際金属労連（IMF）、国際化学エネルギー鉱山一般労連（ICEM）、国際繊維被服皮革労働組合同盟（ITGLWF）の3つの組織が統合して設立された。

## 組織
インダストリオールの最高決議機関は、4年に1度開催される世界大会であり、活動計画を決定する執行委員会は年2回開催されている。また、インダストリオール本部の管轄の下に、世界5ヵ所に地域事務所が設置されており、各地域における活動が展開されている。

### 世界大会
- 2012年6月19日～20日にデンマークのコペンハーゲンで結成大会が開催された。
- 2016年には第二回世界大会をブラジル・リオデジャネイロで開催。

### 地域事務所
地域事務所が世界5ヵ所に設置されている。
- 南アジア地域事務所（インド・ニューデリー）
- 東南アジア地域事務所（シンガポール）
- CIS諸国地域事務所（ロシア・モスクワ）
- 東部・南部アフリカ地域事務所（南アフリカ・ヨハネスブルグ）
- ラテンアメリカ・カリブ海地域事務所（ウルグアイ・モンテビデオ）

## 日本の加盟組合
- 全日本金属産業労働組合協議会（金属労協）
  - 全日本自動車産業労働組合総連合会（自動車総連）
  - 全日本電機・電子・情報関連産業労働組合連合会（電機連合）
  - ものづくり産業労働組合（JAM）
  - 日本基幹産業労働組合連合会（基幹労連）
  - 全日本電線関連産業労働組合連合会（全電線）

- インダストリオール日本化学エネルギー労協（ICEM-JAF）
  - 全国繊維化学食品流通サービス一般労働組合同盟（UAゼンセン）
  - 全日本ゴム産業労働組合総連合（ゴム連合）
  - 全国電力関連産業労働組合総連合（電力総連）
  - 日本紙パルプ紙加工産業労働組合連合会（紙パ連合）
  - 日本化学エネルギー産業労働組合連合会（JEC連合）
  - 全国ガス労働組合連合会（全国ガス）
  - 化学・薬粧労組研究協議会（化労研）